# Millardini
Millardini là một tông thuộc phân họ Chuột Cựu Thế giới (Murinae). Các loài thuộc tông này được tìm thấy tại Nam Á và Đông Nam Á.

## Phân loại
Tông này bao gồm các chi:
- Cremnomys
- Diomys
- Madromys
- Millardia
- Pithecheir
- Pithecheirops